# Кошмар на улице Вязов (комиксы)
Популярность киносериала «Кошмар на улице Вязов» привела к появлению нескольких изданий комиксов от «Marvel Comics», «Innovation Comics» и «Trident Comics» в конце 1980-х — начале 1990-х. После успеха фильма «Фредди против Джейсона» и ремейка «Техасская резня бензопилой» в 2003 году «New Line Cinema» создаёт «Дом ужасов» (англ. House of Horror), передав права издательству «Avatar Press» для использования образов в серии комиксов, первый выпуск которой появился в 2005 году. В 2006 году выпуск начало издательство «WildStorm», выпустив несколько новых историй в рамках франшизы.

## Marvel Comics
В 1989 году издательство «Marvel Comics» выпустило первый чёрно-белый выпуск сериала «Фредди Крюгер: Кошмар на улице Вязов» (англ. Freddy Krueger’s A Nightmare On Elm Street) в журнальном формате. Сюжет истории «Dreamstalker» (что можно перевести, как «Преследователь из снов») состоял из двух выпусков. Сюжет написал Стивен Гербер (англ. Steve Gerber), а нарисовал комикс Рич Баклер (англ. Rich Buckler). Кроме героя Фредди Крюгера, его матери, монахини Аманды, и вымышленного города Спрингвуд в штате Огайо у серии нет ничего общего с фильмами: сюжет комикса противоречил событиям киносериала.
Серия доказала, что «Marvel Comics» — лидер продаж чёрно-белых изданий, а комиксы о Крюгере даже опередили серию «Savage Sword Of Conan». Однако дистрибьюторы требовали частичную передачу прав на сериал. Это привело к тому, что издательство отказалось от прав сразу же после появления второго выпуска сериала. Кроме того, серия была предназначена для взрослой читательской аудитории в связи с изображением сцен насилия, а также использование нецензурных слов, хотя основная читательская аудитория издательства — подростки. В 1990 году Стив Гербер пояснил в своём интервью для «Reading For Pleasure», что серию отменили в связи с давлением со стороны адвокатов различных организаций протестующих против насилия, что было довольно распространённым явлением в конце 1980-х — начале 1990-х. В интервью для «Comics Buyer’s Guide» от 6 октября 1989 года Питер Дэвид (англ. Peter David) подтвердил, что он был очень рад поработать над сюжетом серии, однако в связи с негативным настроем общественности, он рад, что серия была вскоре закрыта.

## Innovation Publishing
В 1991 году «Innovation Comics» приобрела права на выпуск комиксов по мотивам франшизы. Компания выпустила три серии комиксов, написанных Энди Менгельсом (англ. Andy Mangels), выходивших до их банкротства в 1992 году.
В серии комиксов под названием «Кошмары на улице Вязов» (англ. Nightmares On Elm Street), состоящей из 6 выпусков, главными героями стали Нэнси Томпсон, врач Нил Гордон, Элис Джонсон и её подросший сын Джейкоб, а также подруга Элис, Ивон. Герои объединились в борьбе с Фредди в его мире сновидений — события серии происходят между событиями фильмов «Кошмар на улице Вязов 5: Дитя сна» и «Кошмар на улице Вязов 6: Фредди мёртв».
Затем последовала комикс-адаптация «Кошмар на улице Вязов 6: Фредди мёртв» под названием «Freddy’s Dead: Final Nightmare». Финальный выпуск серии был издан в двух форматах, аналогично финалу картины — в обычном и 3D. Позже серия была выпущена под одной обложкой в коллекционном издании.
Последней серией комиксов стала предыстория всех событий, серия «Кошмар на улице Вязов: Начало» (англ. A Nightmare On Elm Street: The Beginning) и являлась продолжением фильма «Кошмар на улице Вязов 6: Фредди мёртв». Планировалось, что выпусков будет 3, хотя первоначально по задумке Энгельса частей должно было быть 4. Мегги продолжает видеть кошмары о своём отце. Вместе с Трейси она возвращается в Спрингвуд, где узнаёт о том, как умер её отец. Серия не была закончена и ограничилась двумя выпусками, так как издательство объявило о своём банкротстве. После закрытия «Innovation Comics» Менгельс опубликовал сценарии третьей и четвёртой частей сериала на своём сайте.

## Trident Comics
В 1992 году издательство «Trident Comics» выпустило 4 эксклюзивных выпуска «Кошмары Фредди» (англ. Freddy’s Nightmares) для Великобритании. Издательство решило не писать новый сюжет для серии, а просто перепечатать оригинальные издания «Innovation» и «Marvel»: «Freddy’s Dead: The Final Nightmare», «Freddy Krueger’s A Nightmare On Elm Street» и «Nightmares On Elm Street».

## Avatar Press
К маю 2005 года новая комикс-история «A Nightmare On Elm Street: Special» была написана основателем «Chaos Comics», Брайаном Пулидо (англ. Brian Pulido), работавшим над всеми дальнейшими выпусками серии, и опубликована «Avatar Press» при участии «Дома ужасов» (англ. House Of Horror: New Line Cinema). События этого выпуска перекликаются с сюжетом следующей мини-серии «A Nightmare On Elm Street: Paranoid», состоящей из 3 частей, опубликованных позже в том же году. В 2006 году вышел последний выпуск под названием «A Nightmare On Elm Street: Fearbook», а затем издательство лишилась прав на производство комиксов «House Of Horror» по фильмам ужасов студии «New Line Cinema».
Серия комиксов «Кошмар на улице Вязов» была создана творческой командой художников и сценаристов издательства Avatar Press на основе образов и героев киносериала «Кошмар на улице вязов», созданного Уэсом Крэйвеном при участии киностудии «New Line Cinema».

## WildStorm
В 2006 году издательство «WildStorm Productions», подразделение «DC Comics», приобрела права на серию, и с октября того же года начинает выпуск новых историй, написанных ветераном комикс-индустрии, Чаком Дикксоном (англ. Chuck Dixon). Над рисунками работали такие художники, как Кевин Джей. Уэст (англ. Kevin J. West), Боб Алмонд (англ. Bob Almond) и Джоэль Гомес (англ. Joel Gomez), а обложки рисовал Тони Харрис (англ. Tony Harris). В сентябре 2007 года серия была отменена после выхода 8 выпуска. В первом арке под названием «Война Фредди» (англ. Freddy's War), главной героиней оказывается девушка-подросток Джейд, которая переезжает со своим отцом, бывшим военным, в Спрингвуд. Она сталкивает с Фредди Крюгером, которому пытается противостоять вместе с девушкой, которая находится в коме. Следующая арка получила название «Демон снов» (англ. Demon of Sleep) — в нём группа подростков пытается пробудить древнего ацтекского демона сна, который будет противостоять Крюгеру. В последнем выпуске, вышедшем в июне 2007 года, юноша, работающий в ресторане фаст-фуда, видит сны о том, как Крюгер убивает других людей.
Сразу же после этого издательство выпустило специальный выпуск под названием «Страшилки от „New Line Cinema“» (англ. New Line Cinema’s Tales Of Horror), состоящий из двух историй о легендарных маньяках: Фредди Крюгере и Кожаном лице из сериала «Техасская резня бензопилой». Сценарий представили Кристос Кейдж (англ. Christos Gage) и Питер Миллиган (англ. Peter Milligan); художником стали Стефано Рафаэли (англ. Stefano Raffaele) и Том Фистер (англ. Tom Feister); обложка разработана Дэриком Робертсоном (англ. Darick Robertson). В первой истории Фредди пытается узнать, кто новый маньяк Спрингвуда, присваивающий себе славу Крюгера; во второй части, приезд в маленький техасский городок торговца бензопилами сильно меняет жизнь его обитателей.
Новая серия комиксов «Фредди против Джейсона против Эша» (англ. Freddy vs. Jason vs. Ash), созданная в результате сотрудничества издательства с «Dynamite Entertainment», ознаменовалась появлением третьего культового героя в битве между Крюгером и Вурхисом — Эша Уильямсом из трилогии Сэма Рэйми «Зловещие мертвецы». Всего в серии 6 выпусков и является продолжением фильма «Фредди против Джейсона». Сериал выпускался с ноября 2007 по март 2008 года. Летом 2009 года в продажу поступил первый выпуск продолжения — «Фредди против Джейсона против Эша: Воины ночных кошмаров» (англ. Freddy vs. Jason vs. Ash: The Nightmare Warriors), также состоящая из 6 частей.